# Les Deux Frimas
Pour plus de détails, voir Fiche technique et Distribution.
Les Deux frimas (Dva mrazíci) est un court métrage d'animation tchèque réalisé par Jiří Trnka, sorti en 1954.

## Synopsis
Deux (mauvais) génies du froid s'affrontent : lequel mordra la prochaine victime avec le plus de vigueur ? Ils finissent par découvrir que le froid n'affecte pas les gens qui travaillent dur.

## Fiche technique
- Titre : Les Deux Frimas
- Titre original : Dva mrazíci
- Réalisation : Jiří Trnka
- Scénario : Jiří Trnka
- Musique : Jan Rychlík
- Production :
- Pays d'origine : Tchécoslovaquie
- Technique : marionnettes, dessins sur celluloïd, éléments découpés
- Genre : film d'animation
- Couleur :
- Durée : 13 minutes
- Date de sortie : 1954

## Distribution
Les deux voix : Jan Werich et Vlasta Burian